# Real Sociedad de Fútbol 2022-2023
Questa voce raccoglie le informazioni riguardanti la Real Sociedad de Fútbol nelle competizioni ufficiali della stagione 2022-2023.

## Maglie e sponsor
| Casa | Trasferta |

Fornitore tecnico: Macron

## Organico
Rosa aggiornata al 27 aprile 2023.
| N. |                     | Ruolo | Calciatore         |
| -- | ------------------- | ----- | ------------------ |
| 1  | Spagna (bandiera)   | P     | Álex Remiro        |
| 2  | Spagna (bandiera)   | D     | Álex Sola          |
| 3  | Spagna (bandiera)   | C     | Martín Zubimendi   |
| 4  | Spagna (bandiera)   | C     | Asier Illarramendi |
| 5  | Spagna (bandiera)   | C     | Igor Zubeldia      |
| 6  | Spagna (bandiera)   | D     | Aritz Elustondo    |
| 7  | Spagna (bandiera)   | A     | Ander Barrenetxea  |
| 8  | Spagna (bandiera)   | C     | Mikel Merino       |
| 9  | Spagna (bandiera)   | A     | Carlos Fernández   |
| 10 | Spagna (bandiera)   | A     | Mikel Oyarzabal    |
| 11 | Belgio (bandiera)   | C     | Adnan Januzaj      |
| 11 | Francia (bandiera)  | A     | Momo Cho           |
| 12 | Spagna (bandiera)   | D     | Aihen Muñoz        |
| 13 | Spagna (bandiera)   | P     | Andoni Zubiaurre   |
| 14 | Giappone (bandiera) | A     | Takefusa Kubo      |
| 15 | Spagna (bandiera)   | D     | Diego Rico         |
| 16 | Spagna (bandiera)   | C     | Ander Guevara      |

| N. |                     | Ruolo | Calciatore              |
| -- | ------------------- | ----- | ----------------------- |
| 17 | Spagna (bandiera)   | C     | Robert Navarro          |
| 18 | Spagna (bandiera)   | D     | Andoni Gorosabel        |
| 19 | Svezia (bandiera)   | A     | Alexander Isak          |
| 19 | Norvegia (bandiera) | A     | Alexander Sørloth       |
| 20 | Spagna (bandiera)   | D     | Jon Pacheco             |
| 21 | Spagna (bandiera)   | C     | David Silva             |
| 22 | Spagna (bandiera)   | C     | Beñat Turrientes        |
| 23 | Spagna (bandiera)   | C     | Brais Méndez            |
| 24 | Francia (bandiera)  | D     | Robin Le Normand        |
| 25 | Nigeria (bandiera)  | A     | Umar Sadiq              |
| 26 | Spagna (bandiera)   | D     | Artiz Amabarri          |
| 30 | Spagna (bandiera)   | D     | Urko González de Zárate |
| 31 | Spagna (bandiera)   | C     | Jon Ander Olasagasti    |
| 33 | Spagna (bandiera)   | A     | Jon Karrikaburu         |
| 34 | Spagna (bandiera)   | C     | Jon Magunazelaia        |
| 42 | Spagna (bandiera)   | C     | Pablo Marín             |

## Calciomercato

### Sessione estiva
| Acquisti | Acquisti          | Acquisti    | Acquisti                   |
| R.       | Nome              | da          | Modalità                   |
| -------- | ----------------- | ----------- | -------------------------- |
| A        | Umar Sadiq        | Almería     | definitivo (20 milioni €)  |
| C        | Brais Méndez      | Celta Vigo  | definitivo (14 milioni €)  |
| A        | Momo Cho          | Levante     | definitivo (11 milioni €)  |
| A        | Takefusa Kubo     | Real Madrid | definitivo (6,5 milioni €) |
| A        | Alexander Sørloth | RB Lipsia   | prestito (1,5 milioni €)   |

| Cessioni | Cessioni        | Cessioni            | Cessioni                  |
| R.       | Nome            | a                   | Modalità                  |
| -------- | --------------- | ------------------- | ------------------------- |
| A        | Alexander Isak  | Newcastle Utd       | definitivo (70 milioni €) |
| A        | Willian José    | Real Betis          | definitivo (10 milioni €) |
| P        | Mathew Ryan     | Copenaghen          | definitivo (500 mila €)   |
| A        | Adnan Januzaj   | Siviglia            | gratuito                  |
| D        | Joseba Zaldua   | Cadice              | gratuito                  |
| D        | Kévin Rodrigues | Adana Demirspor     | gratuito                  |
| C        | Jon Guridi      | Alavés              | gratuito                  |
| A        | Jon Bautista    | Eibar               | gratuito                  |
| A        | Portu           | Getafe              | prestito                  |
| D        | Modibo Sagnan   | Utrecht             | prestito                  |
| D        | Roberto López   | Mirandés            | svincolato                |
| C        | Pokorný         | Fehérvár            | prestito                  |
| D        | Nacho Monreal   |                     | ritiro                    |
| D        | Rafinha         | Paris Saint-Germain | fine prestito             |

#### Sessione invernale
| Acquisti | Acquisti | Acquisti | Acquisti |
| R.       | Nome     | da       | Modalità |
| -------- | -------- | -------- | -------- |

| Cessioni | Cessioni        | Cessioni | Cessioni |
| R.       | Nome            | a        | Modalità |
| -------- | --------------- | -------- | -------- |
| A        | Jon Karrikaburu | Leganés  | prestito |

## Risultati

### Primera División

#### Girone di andata
| Arbitro: | de Mera Escuderos |

|  |           |          |
|  | Marcatori | 24’ Kubo |

| Arbitro: | Munuera Montero |

|         |           |                                          |
| Isak 6’ | Marcatori | 1’, 68’ Lewandowski 66’ Dembélé 79’ Fati |

| Arbitro: | Villanueva |

|  |           |            |
|  | Marcatori | 20’ Méndez |

| Arbitro: | Soto Grado |

|           |           |           |
| Sadiq 55’ | Marcatori | 5’ Morata |

| Arbitro: | Pulido Santana |

|                      |           |            |
| Ünal 45+5’ Aleñá 48’ | Marcatori | 20’ Méndez |

| Arbitro: | del Cerro Grande |

|                        |           |              |
| Méndez 17’ Sørloth 29’ | Marcatori | 19’ Expósito |

| Arbitro: | Pulido Santana |

|                                        |           |                                                   |
| Riquelme 23’ Arnau 27’ Castellanos 48’ | Marcatori | 8’, 42’ Sørloth 66’ Méndez 71’ Zubimendi 85’ Kubo |

| Arbitro: | César Soto Grado |

|            |           |  |
| Méndez 33’ | Marcatori |  |

| Arbitro: | Guillermo Cuadra Fernández |

|           |           |                              |
| Aspas 39’ | Marcatori | 30’ Illaramendi 54’ Zubeldia |

| Arbitro: | Ortiz Arias |

|           |           |  |
| Merino 4’ | Marcatori |  |

| Arbitro: | Figueroa Vázquez |

|          |           |  |
| León 16’ | Marcatori |  |

| Arbitro: | Villanueva |

|  |           |                         |
|  | Marcatori | 86’ Cruz 90+3’ Iglesias |

| Arbitro: | Munuera Montero |

|                      |           |          |
| Guillamón 10’ (aut.) | Marcatori | 25’ Lino |

| Arbitro: | Del Cerro Grande |

|         |           |                        |
| Mir 44’ | Marcatori | 20’ Sørloth 36’ Méndez |

| Arbitro: | Pizarro Gómez |

|                        |           |  |
| Méndez 22’ Sørloth 64’ | Marcatori |  |

| Arbitro: | Alberola Rojas |

|  |           |                       |
|  | Marcatori | 46’ Silva 53’ Sørloth |

| Arbitro: | Cuadra Fernández |

|                                           |           |            |
| Sørloth 25’ Kubo 37’ Oyarzabal 62’ (rig.) | Marcatori | 40’ Sancet |

| Arbitro: | Mateu Lahoz |

|  |           |                             |
|  | Marcatori | 15’ Sørloth 36’ Barrenetxea |

| Madrid 29 gennaio 2023, ore 21:00 CEST 19ª giornata | Real Madrid  | 0 – 0 referto | Real Sociedad | Stadio Santiago Bernabéu (58 129 spett.)\| Arbitro: \| Melero López \| |
| Arbitro:                                            | Melero López |               |               |                                                                        |

#### Girone di ritorno
| Arbitro: | González Fuertes |

|  |           |           |
|  | Marcatori | 73’ Larin |

| Arbitro: | Muñiz Ruiz |

|                       |           |                                         |
| Darder 74’ Oliván 87’ | Marcatori | 23’ Kubo 51’ Sørloth 63’ (aut.) Cabrera |

| Arbitro: | Ortiz Arias |

|              |           |                         |
| Oyarzabal 5’ | Marcatori | 90+3’ (aut.) Le Normand |

| Arbitro: | Hernández Hernández |

|                     |           |  |
| Zubeldia 40’ (aut.) | Marcatori |  |

| San Sebastián 3 marzo 2023, ore 21:00 CET 24ª giornata | Real Sociedad | 0 – 0 referto | Cadice | Reale Arena (28 733 spett.)\| Arbitro: \| Mateu Lahoz \| |
| Arbitro:                                               | Mateu Lahoz   |               |        |                                                          |

| Arbitro: | Soto Grado |

|         |           |              |
| Lee 50’ | Marcatori | 3’ Fernández |

| Arbitro: | Sánchez Martínez |

|                          |           |  |
| Kubo 48’ Barrenetxea 90’ | Marcatori |  |

| Arbitro: | Jesús Gil Manzano |

|                               |           |  |
| Parejo 77’ (rig.) Jackson 81’ | Marcatori |  |

| Arbitro: | Melero López |

|                          |           |  |
| Oyarzabal 45+2’ Kubo 60’ | Marcatori |  |

| Arbitro: | Soto Grado |

|                      |           |  |
| I. Williams 33’, 70’ | Marcatori |  |

| Arbitro: | Muñiz Ruiz |

|                                |           |             |
| Sørloth 59’ Lejeune 81’ (aut.) | Marcatori | 57’ Palazón |

| Siviglia 25 aprile 2023, ore 22:00 CEST 31ª giornata | Real Betis       | 0 – 0 referto | Real Sociedad | Estadio Benito Villamarín (42 294 spett.)\| Arbitro: \| Martínez Munuera \| |
| Arbitro:                                             | Martínez Munuera |               |               |                                                                             |

| Arbitro: | Pizarro Gómez |

|  |           |                            |
|  | Marcatori | 6’ (aut.) Herrera 90’ Kubo |

| Arbitro: | Pulido Santana |

|                          |           |  |
| Kubo 47’ Barrenetxea 85’ | Marcatori |  |

| Arbitro: | Figueroa Vázquez |

|                               |           |                      |
| Oyarzabal 5’ (rig.) Silva 24’ | Marcatori | 37’ Couto 48’ Stuani |

| Arbitro: | Alberola Rojas |

|                 |           |                       |
| Lewandowski 90’ | Marcatori | 5’ Merino 72’ Sørloth |

| Arbitro: | González Fuertes |

|          |           |  |
| Kubo 49’ | Marcatori |  |

| Arbitro: | Pulido Santana |

|                          |           |             |
| Griezmann 37’ Molina 73’ | Marcatori | 88’ Sørloth |

| Arbitro: | Del Cerro Grande |

|                    |           |            |
| Méndez 28’ Cho 73’ | Marcatori | 77’ Lamela |

### Coppa di Spagna
| Arbitro: | Melero López |

|            |           |                                        |
| Rivera 68’ | Marcatori | 2’ Navarro 76’, 78’ Sørloth 80’ Merino |

| Arbitro: | Muñiz Ruiz |

|  |           |                                                             |
|  | Marcatori | 5’ Navarro 17’ Cho 45+1’ (rig.) Méndez 79’, 84’ Karrikaburu |

| Arbitro: | González Fuertes |

|  |           |             |
|  | Marcatori | 33’ Navarro |

| Arbitro: | Hernández Hernández |

|            |           |  |
| Navarro 5’ | Marcatori |  |

| Arbitro: | Gil Manzano |

|             |           |  |
| Dembélé 52’ | Marcatori |  |

### UEFA Europa League

#### Fase a gironi
| Arbitro: | Di Bello |

|  |           |                   |
|  | Marcatori | 59’ (rig.) Méndez |

| Arbitro: | Tohver |

|                         |           |           |
| Guevara 30’ Sørloth 80’ | Marcatori | 72’ Bruno |

| Arbitro: | Lechner |

|  |           |                         |
|  | Marcatori | 53’ Silva 62’ Elustondo |

| Arbitro: | Jorgji |

|                                    |           |  |
| Sørloth 45+1’ Rico 66’ Navarro 81’ | Marcatori |  |

| Arbitro: | Bognár |

|  |           |                          |
|  | Marcatori | 45+2’ Navarro 60’ Méndez |

| Arbitro: | Kabakov |

|  |           |              |
|  | Marcatori | 17’ Garnacho |

#### Fase ad eliminazione diretta
| Arbitro: | Schärer |

|                              |           |  |
| El Shaarawy 13’ Kumbulla 87’ | Marcatori |  |

| San Sebastián 16 marzo 2023, ore 21:00 CET Ottavi di finale - Ritorno | Real Sociedad | 0 – 0 referto | Roma | Reale Arena (35 054 spett.)\| Arbitro: \| Kovács \| |
| Arbitro:                                                              | Kovács        |               |      |                                                     |

## Statistiche

### Statistiche di squadra
| Competizione  | Punti | In casa | In casa | In casa | In casa | In casa | In casa | In trasferta | In trasferta | In trasferta | In trasferta | In trasferta | In trasferta | Totale | Totale | Totale | Totale | Totale | Totale | DR  |
| Competizione  | Punti | G       | V       | N       | P       | Gf      | Gs      | G            | V            | N            | P            | Gf           | Gs           | G      | V      | N      | P      | Gf     | Gs     | DR  |
| ------------- | ----- | ------- | ------- | ------- | ------- | ------- | ------- | ------------ | ------------ | ------------ | ------------ | ------------ | ------------ | ------ | ------ | ------ | ------ | ------ | ------ | --- |
| Liga          | 71    | 19      | 11      | 5       | 3       | 26      | 16      | 19           | 10           | 3            | 6            | 25           | 19           | 38     | 21     | 8      | 9      | 51     | 35     | +16 |
| Coppa del Re  | -     | 1       | 1       | 0       | 0       | 1       | 0       | 4            | 3            | 0            | 1            | 10           | 2            | 5      | 4      | 0      | 1      | 11     | 2      | +9  |
| Europa League | 15    | 4       | 2       | 1       | 1       | 5       | 2       | 4            | 3            | 0            | 1            | 5            | 2            | 8      | 5      | 1      | 2      | 10     | 4      | +6  |
| Totale        | -     | 24      | 14      | 6       | 4       | 32      | 18      | 27           | 16           | 3            | 8            | 40           | 23           | 51     | 30     | 9      | 12     | 72     | 41     | +31 |